# Worldchanger
Worldchanger är det andra studioalbumet av det norska heavy metal-bandet Jorn. Albumet gavs ut 2001 av skivbolaget Frontiers Records.

## Låtlista
1. "Tungur Knivur" (Lande) – 6:17
2. "Sunset Station" (Lande/Moren) – 4:30
3. "Glow in the Dark" (Lande) – 4:38
4. "House of Cards" (Lande/Moren) – 4:56
5. "Bless the Child" (Lande/Moren) – 4:40
6. "Captured" (Lande/Moren) – 4:08
7. "Worldchanger" (Lande/Moren) – 4:51
8. "Christine" (Lande) – 2:53
9. "Bridges Will Burn" (Lande/Moren) – 5:32

## Medverkande
Musiker (Jorn-medlemmar)
- Jørn Lande – sång, keyboard
- Tore Moren – gitarr
- Sid Ringsby – basgitarr

Bidragande musiker
- Hellhammer (Jan Axel Blomberg) – trummor
- Dag Øverlie – keyboard

Produktion
- Jørn Lande – producent
- Bjørn Bergersen – ljudtekniker
- Tommy Hansen – ljudmix, mastering
- Al Barrow – omslagsdesign
- Annie Minion – omslagsdesign
- Tor e.Ledang – omslagskonst
- Kevin Ryan – foto